# Binodoxys heraclei
Binodoxys heraclei är en stekelart som först beskrevs av Alexander Henry Haliday 1833.  Binodoxys heraclei ingår i släktet Binodoxys och familjen bracksteklar. Inga underarter finns listade.